# Distrito de Santa Rosa de Ocopa
El distrito de Santa Rosa de Ocopa es uno de los quince que conforman la provincia de Concepción, ubicada en el departamento de Junín en el centro del Perú.
Desde el punto de vista jerárquico de la Iglesia católica forma parte de la Arquidiócesis de Huancayo.

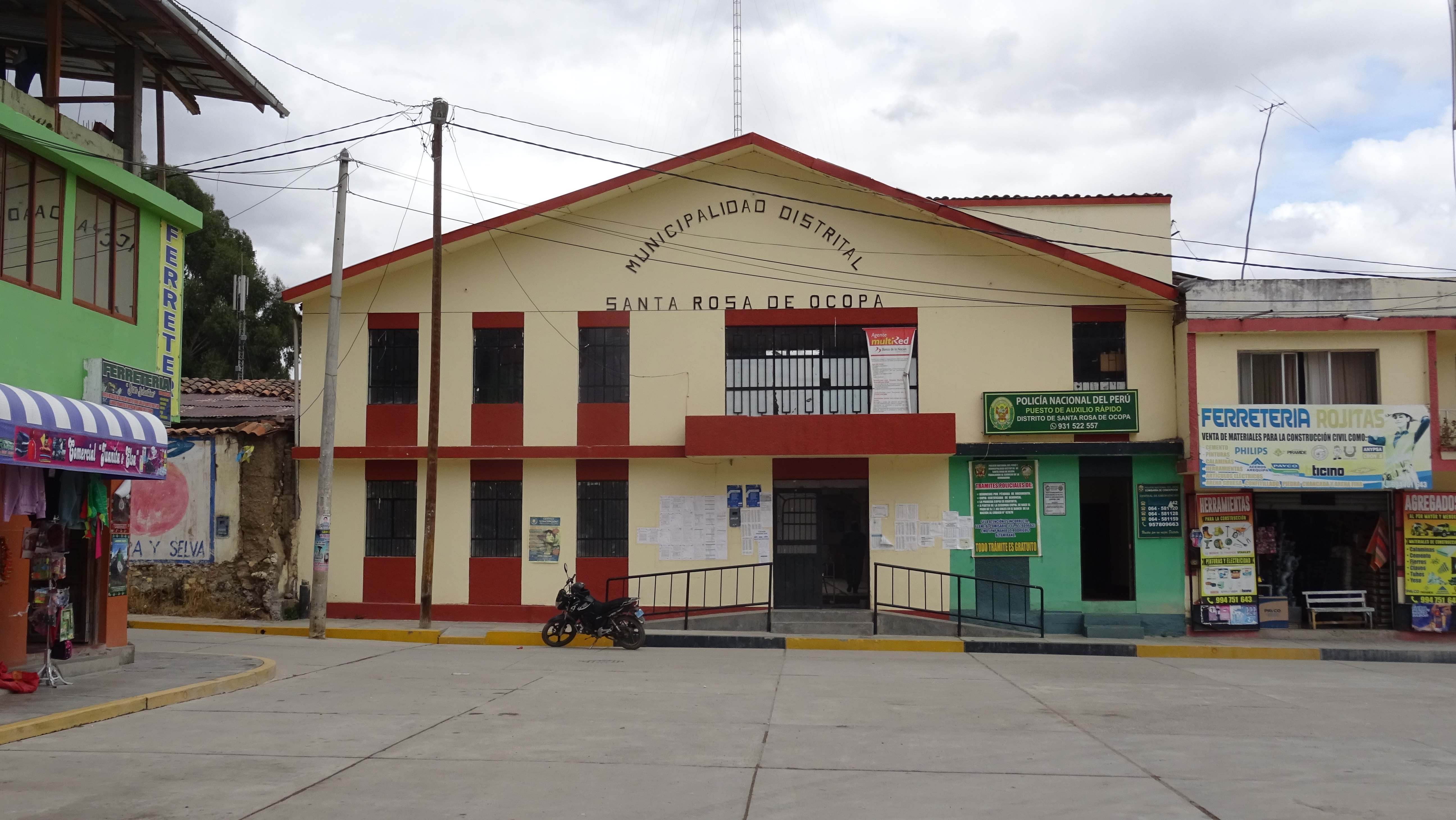
Sede de la alcaldía de Santa Rosa de Ocopa.

## Historia
El distrito fue creado mediante L.R. n.º 496 del 29 de agosto de 1921, en el gobierno del Presidente Augusto Leguía, siendo el primer Alcalde del Distrito Don Claudio Sarapura Carhuavilca.

## Geografía
Tiene una superficie de 13,91 km².

## Población
El distrito cuenta con una población total de 2 129 habitantes con 634 viviendas distribuidos en 01 Anexo (Huanchar) y 04 barrios.
Su capital es el pueblo de Santa Rosa de Ocopa a 3 373 m s. n. m. con 1 289 habitantes y 401 viviendas.
| Nombre      | Tipo   |
| ----------- | ------ |
| Huanchar    | Anexo  |
| Aylapampa   | Barrio |
| Chaupimarca | Barrio |
| Antapampa   | Barrio |
| Chilca      | Barrio |

## Atractivos turísticos
- Convento de Santa Rosa de Ocopa, convento franciscano desde donde se inició la evangelización y la enseñanza de la doctrina católica en la zona central de Perú. Fue construido hace casi 300 años con la misión de evangelizar a los pobladores de la amazonía. Su biblioteca tiene más de 25 mil volúmenes, guardando ejemplares que datan del siglo XV. También tiene un museo natural y una iglesia reconstruida en 1905 que conserva retablos esculpidos en madera.

- Complejo arqueológico de Ocupi, ubicado a espaldas del convento de Ocopa; pertenecieron a la cultura Wanka, entre los años de 1,100-1,470 d. C. fue destinada para: vivienda, control, almacén y como centro de adoración. La mayoría de las construcciones son de dos formas: circular de 2 m de radio, de las cuales 16 se encuentran en regular estado de conservación y conservan paredes de 1 m de altura en promedio. También se pueden observar 2 construcciones rectangulares de 6 m de largo por 3 m de ancho. Los materiales que se usaron para su construcción son: piedras, argamasa (barro) y en doble encaje. Espacio entre vivienda y vivienda es de 30 cm. Las puertas de acceso son pequeñas y angostas de solo 40 cm de ancho. El espesor de las construcciones varía entre 30 y 40 cm en las viviendas y 60 cm en las colcas.

## Autoridades

### Municipales
- 2015-2018[2]
  - Alcalde: Walter Ramón Romero García, Movimiento Junín Sostenible con su Gente (JSG).
  - Regidores: César Raúl Jáuregui Herrera (JSG), Sebastián Mauro Camarena Mercado (JSG), Clelia Luzmila Vásquez Jara (JSG), Misael Ernesto Llacza Ninanya (JSG), César Augusto Mendoza Huayparuca (Acción Popular).
- 2011-2014[3][4]
  - Alcalde: Diego Armando Tores Oré, del Movimiento Político Regional Perú Libre (PL).
  - Regidores: Pedro Lucio García Flores (PL), Falioneri César Zevallos Marcas (PL), Nelly Antonia Páez Montejo de De La Cruz (PL), Flor de María Gaspar Guerra (PL), Gilmer José Camargo Mayta (Fuerza 2011).
- 2007-2010
  - Alcalde: Humberto Ricardo Pérez Sarapura.

### Policiales
- Comisario: Sgto. PNP

### Religiosas
- Arquidiócesis de Huancayo[5]
  - Arzobispo: Mons. Pedro Barreto Jimeno, SJ.
- Parroquia 
  - Párroco: Pbro. .

## Festividades
- 20 Enero: Negritos Decentes
- Marzo/abril: Semana Santa
- 30 Agosto: Santa Rosa
- 29 Setiembre: Chunchos